# Jean Baranton
 (septembre 2014).
Si vous disposez d'ouvrages ou d'articles de référence ou si vous connaissez des sites web de qualité traitant du thème abordé ici, merci de compléter l'article en donnant les références utiles à sa vérifiabilité et en les liant à la section « Notes et références ».
Pour les articles homonymes, voir Baranton.
Jean Baranton, né le 16 mai 1924 à Orléans et mort le 27 juillet 2014 à Verrières-le-Buisson, est un missionnaire catholique français de la congrégation des Pères blancs (Société des missionnaires d'Afrique). De 1953 à 2007, il fut missionnaire au Burundi où il fonda le Mouvement eucharistique des mariés, l'association familiale la plus importante du Burundi. 

## Jeunesse et formation

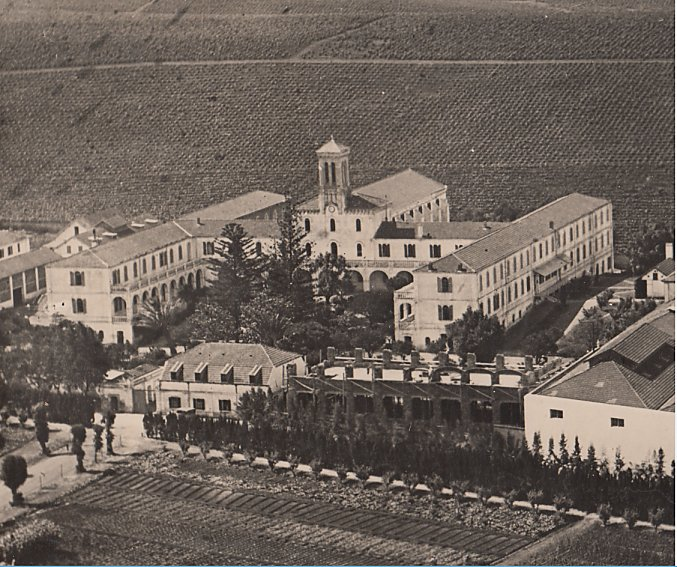
Maison-Carrée, maison de formation des Pères blancs.

Jean Baranton est né à Orléans en 1924, où il étudie à l'école Sainte-Croix. En 1937, il change d'établissement et entre à l'école Saint-Euverte. À partir de 1942, il fait part à ses proches de sa volonté de devenir prêtre. En 1943, il obtient le baccalauréat sciences et langues, puis celui de philosophie en 1944. Il passe ensuite un trimestre de l'année 1945 au Grand séminaire d'Orléans avant d'être admis au noviciat des Pères blancs à Kerlois, dans le Finistère. Le 27 octobre 1945, il y revêt la gandoura blanche de la congrégation des Pères blancs.
En 1947, il rejoint le séminaire de Maison-Carrée près d'Alger. Puis, en octobre 1950, il est envoyé en Tunisie, faire son scolasticat au séminaire de Thibar, où il prête serment le 26 juin 1951. Il est ordonné prêtre à la basilique Saint-Louis de Carthage en avril 1952.

## Vie en Afrique
À l'été 1953, il est nommé au Burundi, encore colonie belge. Son premier séjour au Burundi dure sept ans durant lesquels il ne peut revenir en France. Il devient vicaire à Rumeza et commence également à apprendre la langue locale, le kirundi. Il assiste à quatre cents baptêmes d'adultes pour apprendre à prononcer le kirundi. Il visite les malades, donne des sacrements, instruit le catéchisme et célèbre la messe.
Le 20 avril 1955, il devient professeur au séminaire de Mugera.
En septembre 1960, il rentre en France passer l'hiver dans sa famille avant de repartir pour le Burundi où il devient vicaire à Giheta. Il y vit l'indépendance du pays, le 1er juillet 1962.
Il est nommé curé de Kitwenge en 1963 où il entreprend la construction d'une église qui sera consacrée en 1966. Il est nommé professeur au séminaire de Mugera au Burundi, le 4 juillet 1968.
Il fonde le Mouvement eucharistique des mariés, l'association familiale la plus importante du Burundi. En 1972 et 1993, il assiste aux massacres qui ont lieu sur le sol burundais, où il continue ses activités d'aumônier à Gitega, avant d'être nommé à Muyinga, puis à Bujumbura. Le Père Baranton participe également à la fondation de la Congrégation des sœurs de Sainte-Bernadette et à celle des sœurs de Sainte-Marguerite-Marie-Alacoque. 
En 1985, il publie une Vie des Saints en langue kirundi.
Il a été inhumé au cimetière de Montrouge.